# Дрожалка листоватая
Дрожа́лка листова́тая (лат. Tremella foliacea) — несъедобный гриб из рода Тремелла (Tremella).
Синонимы:
- Exidia foliacea (Pers.) P. Karst., 1889
- Gyraria foliacea (Pers.) Gray, 1821
- Phaeotremella pseudofoliacea Rea, 1912
- Tremella ferruginea auct., nom. illeg.
- Tremella fimbriata Pers., 1800
- Tremella frondosa auct., nom. illeg.
- Tremella foliacea var. fimbriata (Pers.) S. Lundell, 1941
- Tremella foliacea var. pseudofoliacea (Rea) Kobayasi, 1939
- Tremella foliacea var. succinea (Pers.) Neuhoff, 1931
- Tremella nigrescens Fr., 1849
- Tremella succinea Pers., 1822
- Ulocolla foliacea (Pers.) Bref., 1888

## Описание
Плодовое тело мясистое, блестящее, коричневатого цвета, листоватое, без ножки, при подсыхании сморщивается.
Мякоть студенистая, коричневого цвета.